# 標準型有蓋車

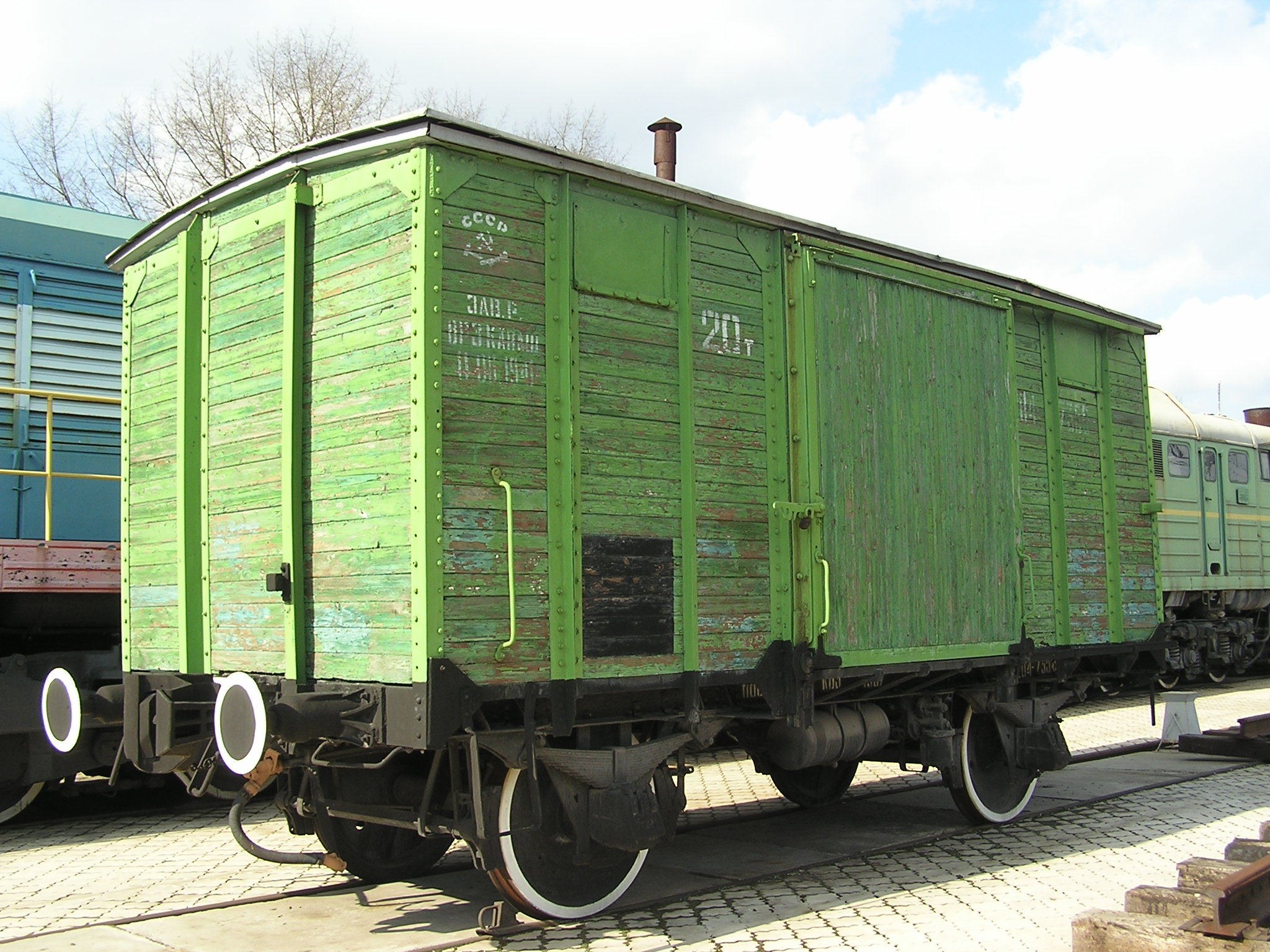
自動連結器と空気ブレーキを装備したNTV

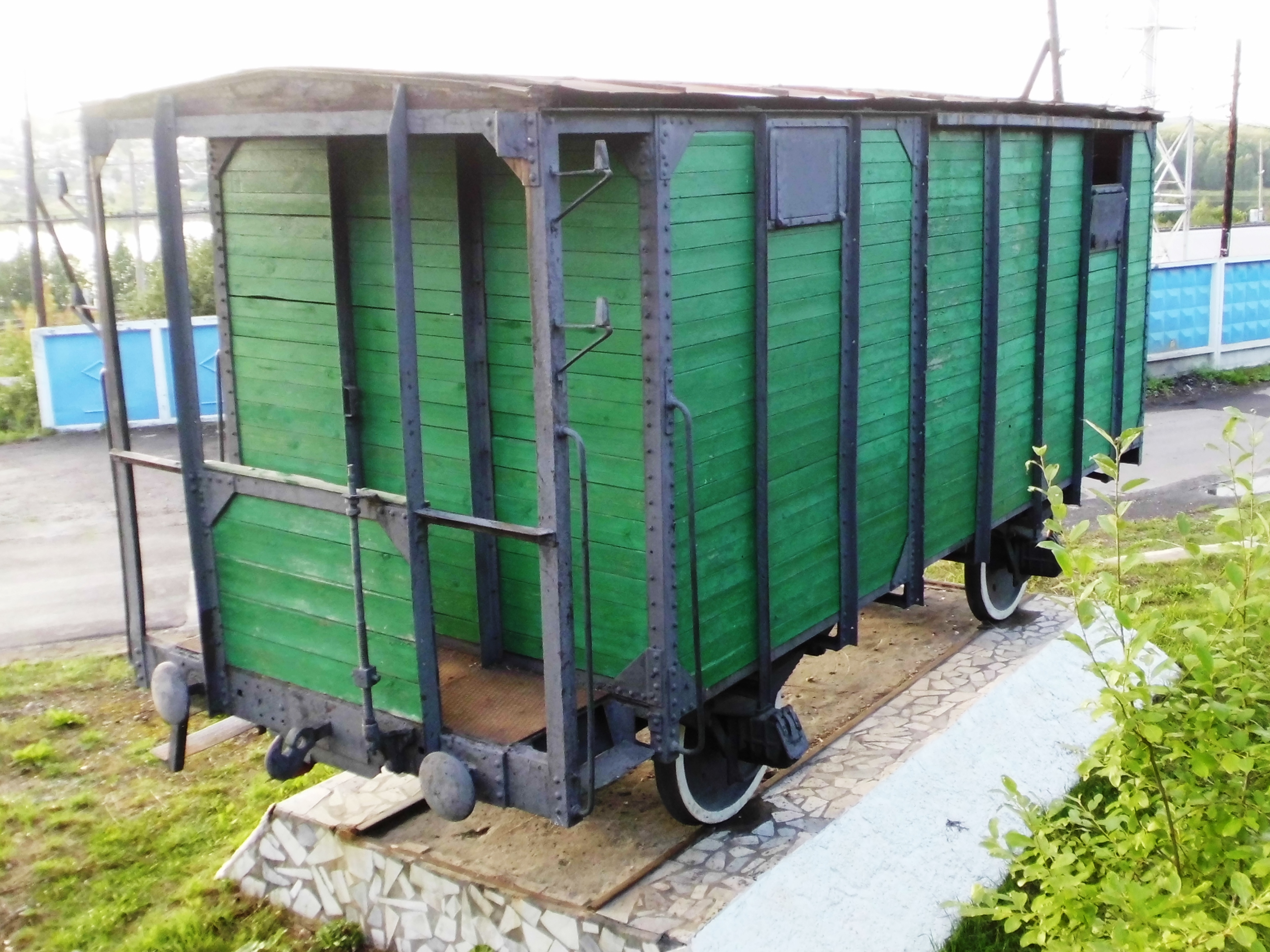
1928 年にトヴェリ客車工場で製造された手ブレーキ・デッキ付きのNTV。連環連結器と簡易的な緩衝器(バッファー)を装備している。反対側に一枚扉を備える。

標準型有蓋車（ひょうじゅんがたゆうがいしゃ、ロシア語: Нормальный товарный вагон）とはロシア帝国およびソビエト連邦が制作した二軸有蓋貨車である。NTV（ロシア語: НТВ）とも呼ばれる
本形式を元に、事業用車（職用車）、病院車、消防車、護送車、冷蔵車、売店車、礼拝車などの特殊用途の車両も製造された。
また、ロシアにおいては「クラシック型」のNTVと比べ、幅が広くなり、外装の木板の配置、その他いくつかの細部が変更された「シベリア型」が存在した。

## 歴史
モスクワ・ニジニノヴゴロド鉄道のコヴロフ工場のプロトタイプ1872年に基づき、1875年に「1875年式政府型貨車」という名称で開発され、ロシア帝国鉄道省に貨車の基幹形式として採用された。
近代化されたNTVの大量生産は1931年まで行われ、合計で数十万両のNTVが生産された。ロシアにおいてNTVは、1940年代半ばまで鉄道貨物輸送の大部分を担い、露土戦争 (1877年-1878年)から独ソ戦までの様々な軍事紛争の最中でも活動した。
NTVの設計は、（主に軍隊の）緊急時における人や動物の迅速な変換を可能にした。「テプルシカ」として改造された車両は、最大40人、または8頭の馬、または20人と4頭の馬を収容できた。